# Sás
Sás (Zas) é um município da Espanha na província
da Corunha,
comunidade autónoma da Galiza, de área 133,68 km² com
população de 5549 habitantes (2007) e densidade populacional de 43,89 hab/km².

## Demografia
| Variação demográfica do município entre 1991 e 2004 | Variação demográfica do município entre 1991 e 2004 | Variação demográfica do município entre 1991 e 2004 | Variação demográfica do município entre 1991 e 2004 |
| --------------------------------------------------- | --------------------------------------------------- | --------------------------------------------------- | --------------------------------------------------- |
| 1991                                                | 1996                                                | 2001                                                | 2004                                                |
| 6611                                                | 6508                                                | 6057                                                | 5867                                                |

## Património edificado
- Pazo de Daneiro.
- Pazo das Edreiras.
- Pazo de Follente.
- Pazo de San Tirso.
- Pazo de Romelle.
- Torres do Allo, pazo levantado a finais do século XVI.

## Galeria

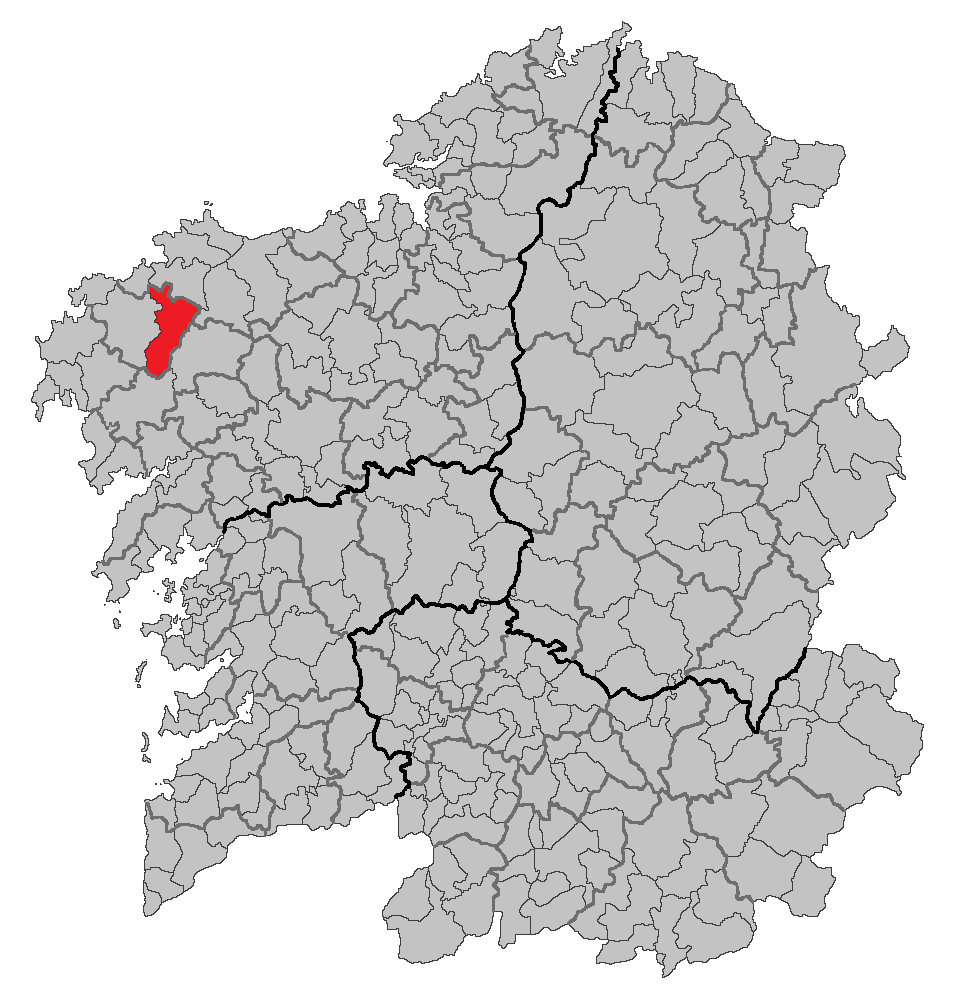
Localização de Zas na Galiza
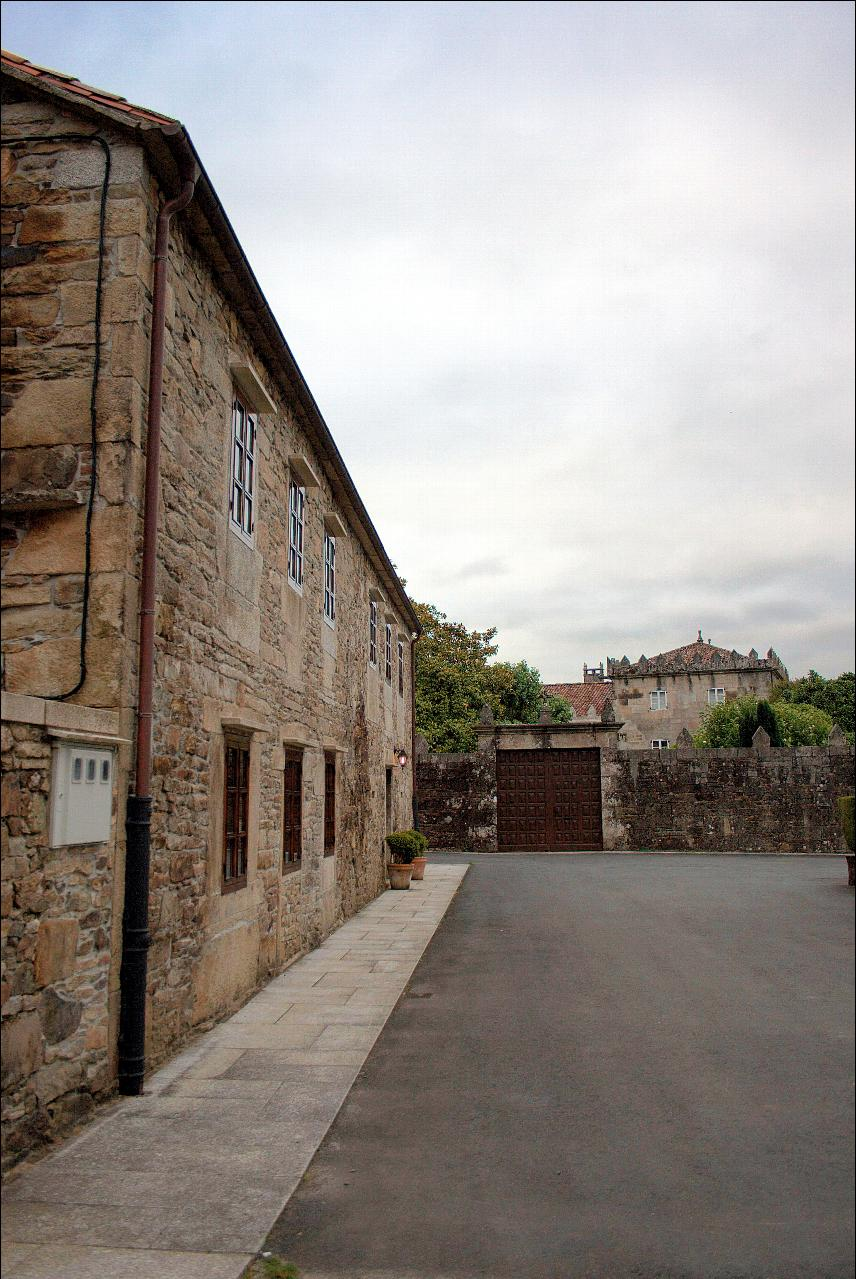
Pazo de Romelle
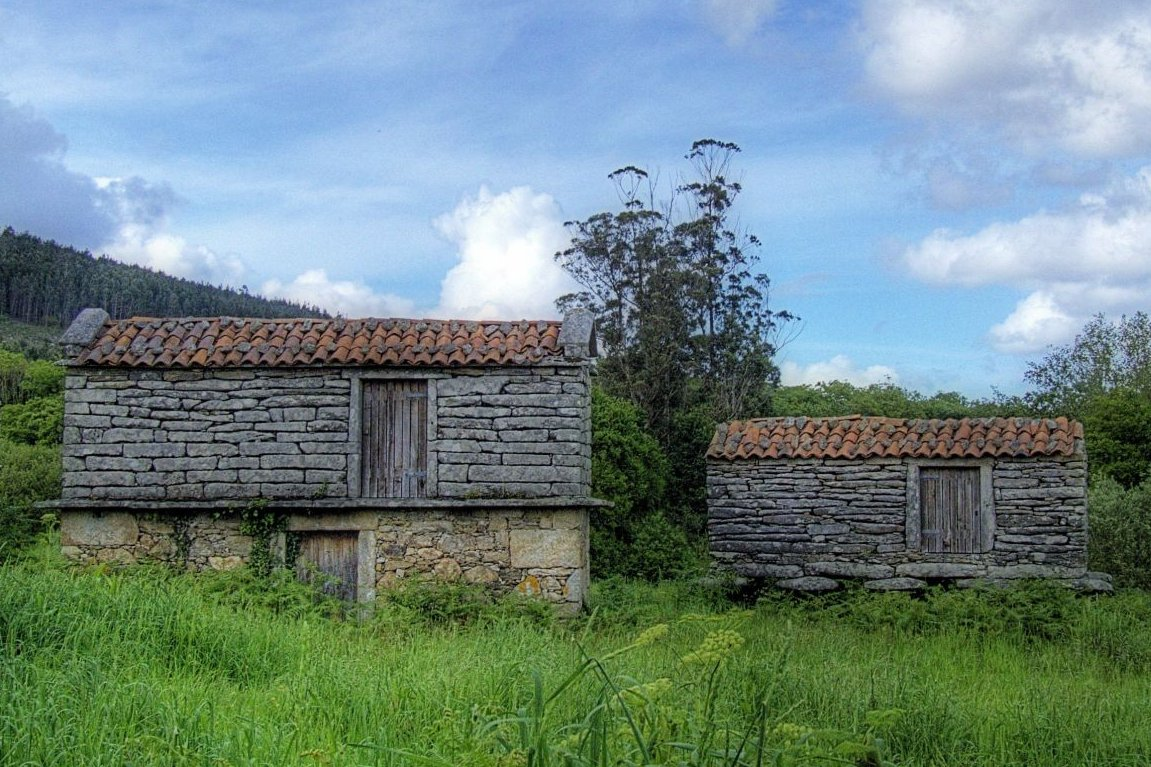
Hórreos da Torre do Allo.